# Hiranmoy Ghoshal

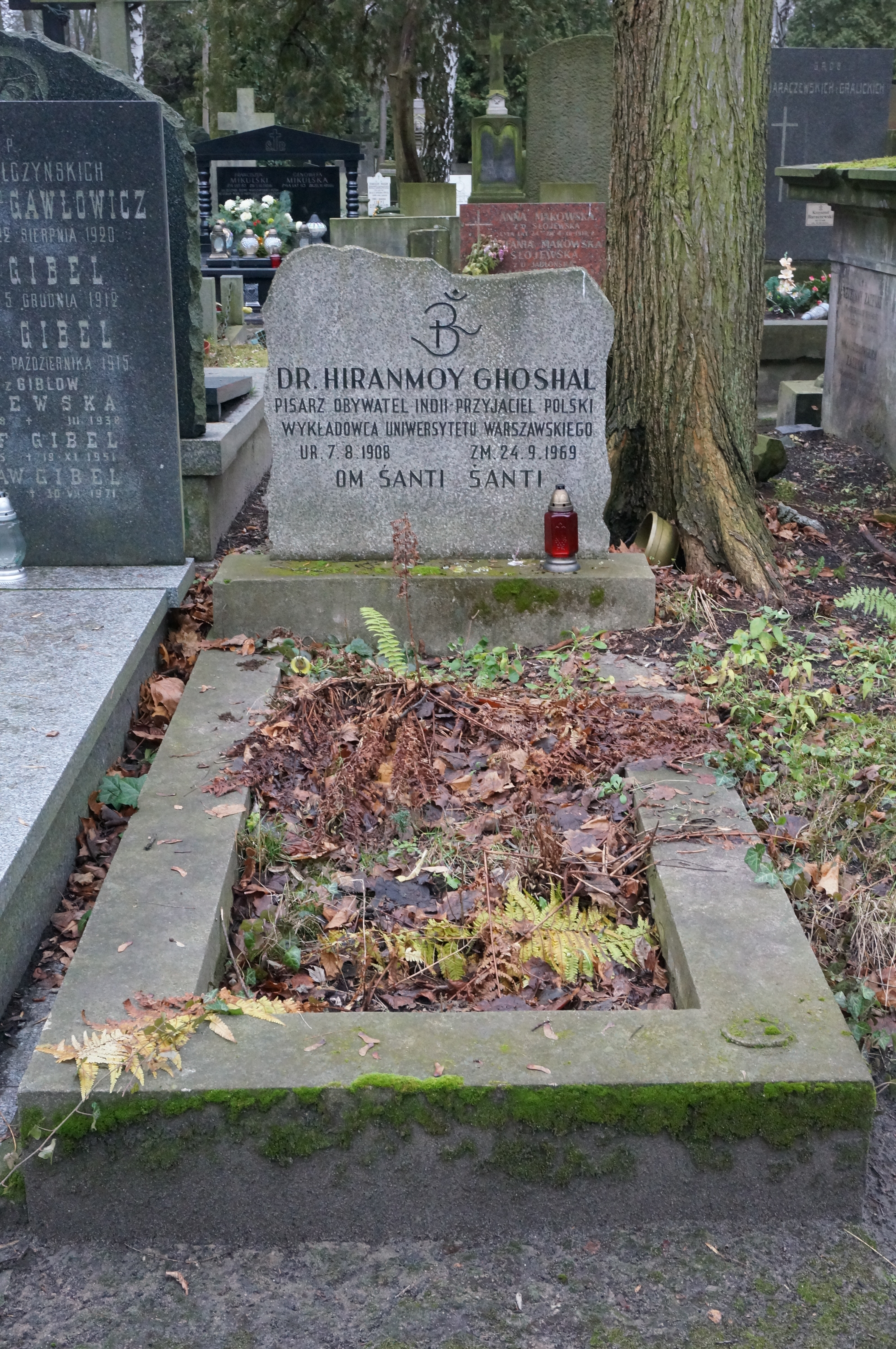
Grób Hiranmoya Ghoshala na cmentarzu Powązkowskim

Hiranmoy Ghoshal (ur. 7 sierpnia 1908 roku w Kalkucie, zm. 24 września 1969 roku w Warszawie) – hinduski pisarz z Bengalu Zachodniego, dyplomata, tłumacz i językoznawca. Wykładowca na Uniwersytecie Warszawskim. Żonaty z Haliną Nowierską, miał syna Devdana Bogdana. Kilka lat po śmierci pierwszej żony, w 1958 r. ożenił się z Haliną Kosinkiewicz. Miał z nią córkę Mirę, urodzoną w 1959 r. w Warszawie.

## Życiorys
Urodził się w kaście braminów. W 1929 roku Hiranmoy ukończył studia w zakresie filozofii i romanistyki na uniwersytecie w Kalkucie. Następnie udał się do Anglii, gdzie studiował prawo. W 1934 roku przyjechał do Polski, gdzie rozpoczął pracę jako wykładowca i lektor języków obcych na Uniwersytecie Warszawskim. W 1940 udało mu się wraz z narzeczoną wyjechać z Polski i dostać się do Indii. Napisał tam i opublikował swoje wspomnienia z okresu kampanii wrześniowej i życia w okupowanej Polsce. Od 1943 roku pracował w bombajskim biurze Ministerstwa Pracy i Opieki Społecznej, gdzie zajmował się sprawami polskich uchodźców. W 1946 przeniósł się do Delhi, gdzie podjął pracę w Ministerstwie Informacji i Radia oraz w All India Radio. W 1947 roku został attaché kulturalnym i pierwszym sekretarzem ambasady indyjskiej w Moskwie. W 1951 roku przeniósł się do Londynu, gdzie współpracował z BBC. W 1956 roku powrócił do Indii i zajął opisywaniem języków szczepów żyjących w pasie granicznym między Indiami, Chinami i Birmą. Do Polski powrócił w roku 1957 i objął posadę lektora, a później wykładowcy. W 1962 roku otrzymał dyplom doktora nauk humanistycznych za rozpoczętą jeszcze przed wojną pracę na temat Antoniego Czechowa. Zmarł w roku 1969 zostawiając żonę Halinę, córkę Mirę i syna Devdana Bogdana Ghoshala. Został pochowany na cmentarzu Powązkowskim (kwatera 49-6-16).

## Dorobek
Do dorobku Hiranmoya Ghoshala należy dziewięć książek w języku bengalskim, dwie w angielskim, liczne opowiadania, artykuły i recenzje. Przełożył na język bengalski wiele klasycznych pozycji literatury polskiej, między innymi Quo vadis Henryka Sienkiewicza, Chłopów Władysława Reymonta i nowele Bolesława Prusa. Jego dwie książki opisujące wojnę w Polsce i początki okupacji, Mahattara yuddher prathama adhyaya oraz Kulturkampf ukazały się w Polsce pod wspólnym tytułem Księga Walhalli.